# イランの法制
本項では、イランの法制（イランのほうせい、ペルシア語: قوه قضائیه ایران、英語: Judicial system of Iran）について述べる。

## 概要
1979年のイスラム革命以後のイランを評する場合、イスラム法学者（ウラマー）である最高指導者（初代がホメイニ師）を国家元首とするなど、そのイスラム的側面が強調される傾向にある。一方で法制度の実態としては、以下の通り家族法を除く民商事法分野において、欧州型の近代法制が制定されイスラム法（シャリーア）が適用される場面はほとんど無いなど、宗教色の薄い法分野も存在する。このような面を含め、イスラム教シーア派の雄であるイランの法制は、スンニ派の盟主であるサウジアラビアの法制と対比するとその特色がより理解しやすい。
統治機構としては、革命後の1979年憲法の下、議会・大統領・裁判所による三権分立の共和国であり、法律の制定は議会の権限とされている。一方でこの三権をクロスオーバーする機関として、①国の統治の基本方針を定め、その実行を監督する「最高指導者」、②憲法・法律とイスラム法（シャリーア）との適合性を審査する「監督者評議会」（最高指導者が選任する6名のイスラム法学者と司法権の長の指名に基づき議会が選任する6名の法学者からなる）、③最高指導者を選任する「専門家会議」（監督者評議会の監督の下、国民の普通選挙で選ばれる86名のイスラム法学者で構成）などが存在しており、これらがイランの統治機構上の特色といえる。
このような国家体制はイランの法体系上、イスラム法（シャリーア）が議会の定める法律、さらには憲法よりも上位に位置付けられ、シャリーアに適合しない法律は無効と解されること、そのようなシャリーア適合性の判断権は一般の裁判官ではなく、イスラム法学者（ウラマー）に属することを前提にしている。ただ、ここで留意すべきこととしてイランにおけるシャリーアは、基本的に裁判規範として直接適用される法源ではないと理解されている（シャリーアが、制定法を介することなく直接適用されるサウジアラビアの法制とは異なる）こと、また法分野によるものの、法律制定において議会が相当の裁量を有していることである。殊に民事取引法分野においては、1930年前後に大陸法系の国の制定法、特にフランス法を参考として民法典（物権編、債権編、親族・相続編の3部構成で、1335条からなる）及び商法典（商行為、商人、会社、破産など）が制定され、これらがイスラム革命後も目立った変更のないまま現在まで存続している。この点の背景としては、イスラム社会が私有財産制と私的自治を基礎としており、近代の取引法制と基本的発想で共通するためとの指摘もされている。
ビジネス法制の典型ともいうべき知的財産法制でも同様のことが見られ、制度が古いままであったり運用面での課題は多々ありつつも、フランス法の強い影響の下、特許・意匠・商標といった産業財産法制は一通り整備されている。
一方で刑事分野においては、イスラム革命前にフランス・スイスの刑法を基礎とした大陸法系の刑法典が整備されていたが、イスラム革命の後に全面的に改正されイスラム法をほぼ全面的に取り入れたものとなっている。例としては、殺人事件で被害者家族に刑罰の決定権が与えられているほか、窃盗事件での手首切断刑、姦通事件での石打ち（処刑）が挙げられる。また革命後刑法は、詐欺や通貨偽造などコーランでの規定がないものについては刑罰規定を設けないなど条文数が極端に少なく、現代社会に対応したものになっていないとされる。

## 司法制度
イランの裁判所は、一般裁判所と特別裁判所に大別される。一般裁判所は三審制をとっているが、第一審裁判所は民事事件を扱う裁判所と刑事事件を扱う裁判所に分かれ、さらに民事事件を担当する裁判所には離婚や子の養育等を扱う家事事件の専門部が置かれている（テヘランの裁判所には、商標事件に特化した部門もある）。上記の通り、裁判規範として適用される法規が基本的にシャリーアではなく制定法であるため、少なくとも民商事取引の紛争に関する限り、裁判所の実態としても宗教色が強いものとはなっていないとされている。特別裁判所としては、大陸法系の裁判所でよく見られる（戦前の日本も同様）行政裁判所及び軍事裁判所が設けられているほか、国家安全保障や賭博、高利貸し等に関わる犯罪を管轄する革命裁判所、宗教関係者の犯罪等を管轄する宗教者裁判所が存在する。